# Afro-Chiliens
Les Afro-Chiliens sont des citoyens du Chili descendant des esclaves africains amenés du Nouveau Monde depuis l’arrivée des Espagnols, jusqu’à la fin du commerce des esclaves.

## L’esclavage en Afrique
La population noire à Arica était considérable. La ville d’Arica fut fondée en 1570 et fit partie du Pérou jusqu’à ce qu’elle soit prise par les forces du Chili pendant la guerre du Pacifique en 1880. Au début de l’époque coloniale, le Pérou était une destination fréquente pour les Noirs qui s’étaient installés sur la côte pour occuper des tâches rurales et domestiques. C’était une immigration différente en comparaison du reste du continent.
La plupart des Africains venus au Pérou arrivaient des Antilles ou d’Afrique, particulièrement des régions du Congo et de l’Angola. Ils ne formaient pas une ethnie homogène comme les immigrés et descendants d’esclaves à Cuba et au Brésil, ainsi ils se mêlèrent dans la culture péruvienne, formant une nouvelle identité. 
Arica fut l’une des principales villes à recevoir ces gens. Il y a plusieurs explications embrouillées à cela. D’abord, la ville était le principal port d’exportation d’argent bolivien en Europe. C’était une région productive grâce à la vallée Azapa et à sa production de sucre de canne et de coton. La ville était assez isolée à l’époque : le système de communication était précaire.
La majorité noire se fit remarquer dès le début de 1620, quand un homme noir libre nommé Anzúrez et son ami, noir comme lui, furent élus maires d’Arica. La réponse vint tout de suite. Six mois plus tard, un ordre par le vice-roi du Pérou, don Francisco de Borja y Aragón, déclarait ces nominations nulles.
Les membres de la fondation Oro Negro croient que la généalogie métissée des Chiliens doit beaucoup plus à la communauté noire que ce qui est traditionnellement décrit dans l’historiographie. Pour eux, l’idée commune que la nation chilienne ait été formée seulement par les Européens est invalide.

## L’esclavage au Chili central
D’après la documentation[Laquelle ?], la danse nationale du Chili, la cueca, comprenait des éléments africains dans son concept original, ayant son origine dans la danse afro-péruvienne zamacueca. L’historien Francisco Antonio Encina a écrit que treize pour cent des explorateurs qui étaient venus au Chili avec Diego de Almagro étaient africains. L’historien Gonzalo Vial fait mention que « jusqu’en 1558, le nombre d’Africains ou de descendants d’Africains au Chili était d’environ 5 000, contre 34 000 Espagnols, 92 000 Blancs, 27 000 Métis et 18 000 Indiens ».
D’une autre perspective, pendant l’époque coloniale le Chili a participé au commerce des esclaves. Les esclaves sont venus via deux routes : la première partait de la péninsule Ibérique et allait jusqu’à Portobelo, Panama, ou Carthagène des Indes. Les marchands d'esclaves les transportaient aux marchés de Nueva España, d’Amérique centrale, et de Pérou. Les esclaves qui arrivaient à Coquimbo et à Valparaíso au Chili valaient deux ou trois fois plus cher. 
La deuxième route la plus directe partait de Buenos Aires et allait via Cuyo de Mendoza. Elle traversait les montagnes en direction de la vallée d’Aconcagua, quand les esclaves étaient livrés à Santiago et à Valparaiso. La plupart des esclaves étaient vendus et transportés d'une manière illégale. Pendant le XIXe siècle, Valparaiso était un port important pour le commerce des esclaves. Selon la fondation Oro Negro, 2 180 esclaves furent transportés au port de Callao en 1783.

## La guerre d’indépendance
Les membres du 8e régiment de l’armée andine de libération formaient un groupe particulier d’Africains dans l’histoire du Chili, qui ont lutté contre les Espagnols au Chacabuco. C’était l’armée organisée en territoire argentin et menée par San Martin pour libérer le Chili et plus tard permettre la libération du Pérou. San Martin demanda que les propriétaires de terre de Mendoza donnent leur esclaves à l’armée de libération, parce qu’il croyait que les esclaves était les seuls gens capables de participer à l’infanterie de l’armée, et il les inclut dans les forces commandées plus tard par O’Higgins. Ils furent compris dans l'armée andine de libération et reçurent leur liberté après la traversée des Andes et la lutte contre les Espagnols. Ils furent exposés à des risques plus élevés au combat alors qu’ils étaient soldats. Cette époque dans l’histoire du Chili n’est pas mentionnée souvent et ce groupe d’Africains n’a jamais reçu de reconnaissance pour leur contribution à la libération du Chili.
La minorité africaine qui vivait à Santiago, Quillota ou Valparaiso commença à se mélanger avec des Roms [[Aide:Source insuffisante|[source insuffisante]]] et des Européens, formant une nouvelle identité culturelle et ethnique pour le Chili.

## L’interdiction de l'esclavage
Le Chili interdit l’esclavage en 1811 avec la loi Liberté de l’utérus rédigée par Manuel de Salas (es) sept années après qu’il avait lu l’annonce suivante dans le journal: « À vendre: métis en bon état, 22-24 ans, bon prix ». Grâce à cette interdiction, dictée en 1823, le Chili devint le deuxième pays en Amérique latine à interdire l’esclavage, après Haïti.

## L’annexion de Arica
Un autre évènement assimila plus encore l’héritage africain au sang chilien. Lorsque la ville d’Arica intégra finalement le Chili, en 1929, beaucoup des descendants africains commencèrent à vivre selon la loi du Chili. Ils font partie de l’Arica noire et ils travaillent quotidiennement pour la promotion de leurs traditions et culture, prouvant que leur influence va au-delà de la cueca ou de la zamacueca.